# Court Tomb von Creevymore

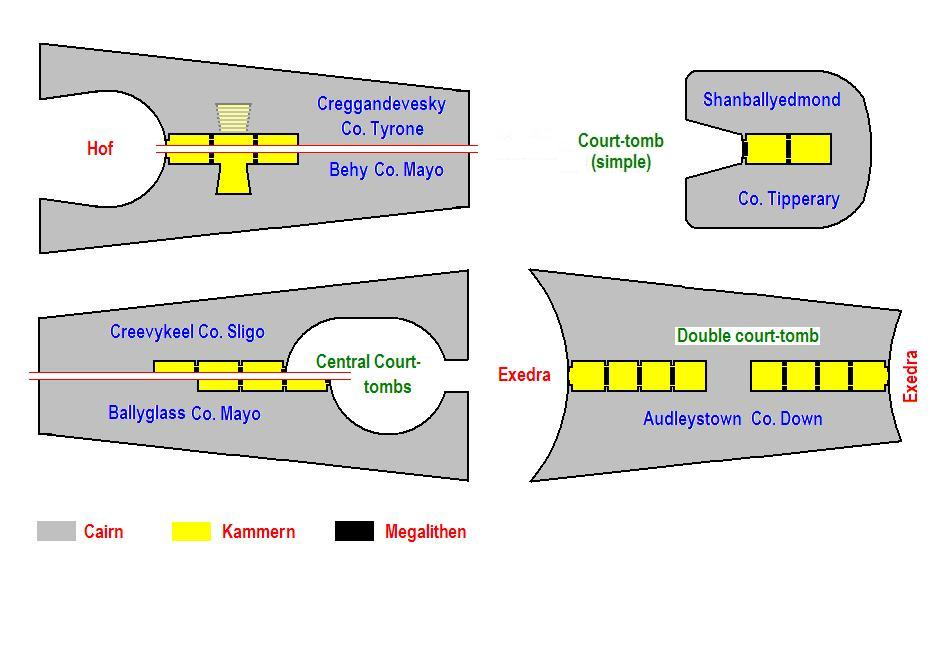
Verschiedene Formen von Court Tombs

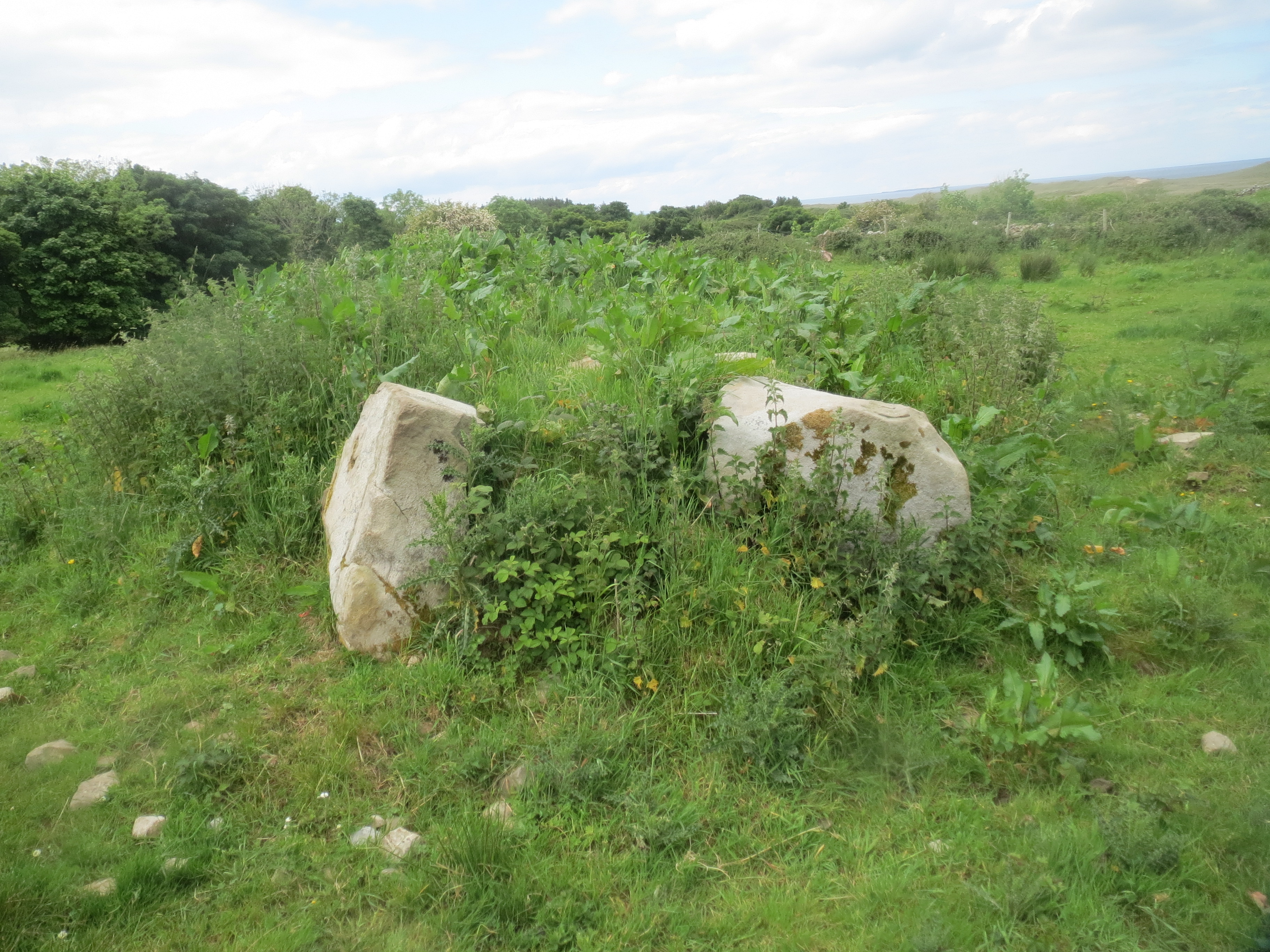
Creevymore 2021

Das seit 1912 auf Ordnance-Survey-Karten verzeichnete Court Tomb von Creevymore (irisch An Chraobhaigh Mhór) liegt etwa 1,1 km westlich vom Court Tomb von Creevykeel, etwa 500 m nördlich von Cliffony und etwa 1,6 km vom Trawalua Strand im County Sligo in Irland. Court Tombs gehören zu den megalithischen Kammergräbern (englisch chambered tombs) der Insel. Sie werden mit etwa 400 Exemplaren überwiegend in Ulster im Norden der Republik Irland beziehungsweise in Nordirland gefunden.
Vom stark gestörten steinzeitlichen Court Tomb überlebte im Wesentlichen die etwa West-Ost orientierte Galerie in ihrem schmalen Hügel. Sie scheint maximal 2,0 m breit gewesen zu sein. Die Galerie besteht aus neun Orthostaten. Zwei Steine sehen aus wie Pfosten und markieren den 80 cm breiten Zugang. Der Stein auf der Nordseite misst 1,3 × 1,15 m, der andere 95 × 45 cm. Beide sind etwa 1,0 m hoch. Zwei große Blöcke auf der Nordseite der Galerie ragen etwa 25 cm aus dem Hügel. Es sind flache Steine mit geraden Innenseiten. Der östliche misst 1,45 × 0,9 m, der westliche 95 × 60 cm. Ein kleiner Stein nahe dem Westende könnte ein Stück eines weiteren Orthostaten sein. Die Gegenseite der Galerie besitzt vier Steine. Sie sind 25 bis 35 cm dick und variieren in der Länge von 85 cm bis 1,3 m. Ein Knick in der Ausrichtung, etwa 3,0 m vom Westende der Galerie, deutet auf eine Segmentierung. Das Ende der Galerie ist durch den abgebrochenen Endstein gekennzeichnet, der 1,25 × 0,45 m misst und 50 cm hoch ist. Die Länge der Galerie und die Anordnung der Orthostaten deuten an, dass sie wahrscheinlich drei Kammern besaß. Der bis zu 0,75 m hohe Resthügel misst etwa 9,0 × 50,0 m.
Von dem Tomb sind nur die zwei Steine am nördlichen Ende deutlich und einige kleinere Steine schwach zu sehen. Die ganze Anlage ist überwachsen.
In der Nähe liegen die Wedge Tombs von Coolbeg und Carrownamaddoo 2.